# Ninabamba (distrito)
Ninabamba é um distrito do Peru, departamento de Cajamarca, localizada na província de Santa Cruz.

## Transporte
O distrito de Ninabamba não é servido pelo sistema de estradas terrestres do Peru.